# 李乾元
李乾元（1942年—），河南林州人。中国人民解放军上将。
1961年，其参加中国人民解放军，历任历任排长、师作训科参谋、副科长、团参谋长、副团长、团长。1980年，抵解放军军事学院学习，后担任师参谋长。1983年，担任中国人民解放军第1军副参谋长。1985年，担任中国人民解放军第1集团军军长。1988年授予少将军衔，1990年，任广州军区副参谋长。1994年，担任兰州军区参谋长，1996年晋升中将军衔。1999年，任兰州军区司令员。2004年，晋升上将军衔。